# Liechtenstein-Weg
Der Liechtenstein-Weg ist ein 75 km langer Wanderweg im Fürstentum Liechtenstein, der im Mai 2019 neu eröffnet wurde.

## Beschreibung
Anlässlich des Jubiläums «300 Jahre Fürstentum Liechtenstein» wurde der Liechtenstein-Weg als neuer Wanderweg ausgewiesen und am 26. Mai 2019 mit einem grossen Volksfest feierlich eröffnet. Die gut ausgeschilderte Route verläuft von Balzers im Süden nach Schaanwald im Norden oder umgekehrt durch das gesamte Gebiet des Fürstentums. Sie führt die Wanderer in alle elf liechtensteinischen Gemeinden und zu insgesamt 147 historischen Stätten und Sehenswürdigkeiten. Ein Einstieg ist von jeder Gemeinde aus möglich. Es wird empfohlen, die 75 km lange Strecke, bei der 2000 Höhenmeter zu überwinden sind, in fünf Tagesetappen aufzuteilen.
Gleichzeitig mit der Eröffnung des Wanderwegs wurde die zugehörige App «LIstory» veröffentlicht, die kostenlos heruntergeladen werden kann. Die Anwendung arbeitet mit Augmented-Reality-Inhalten und bietet an «Erlebnisstationen» zahlreiche Zusatzinformationen zu den Points of Interest entlang der Strecke.
Als Protagonisten für das Marketing des neuen Wanderwegs konnten der ehemalige Skirennfahrer Marco Büchel und Walter Seger, der ehemalige Präsident des Liechtensteiner Alpenvereins, gewonnen werden, die in einem kurzen offiziellen Werbetrailer zu sehen sind.
Mehrere Online-Wandermagazine berichteten auf ihren Websites über den neuen Wanderweg.
Im Europa-Park existiert seit 2023 unter dem Namen «Liechtensteiner Weg» ein Miniaturnachbau des Wanderweges. Im Miniaturnachbau werden die Wanderetappen durch Informationsschilder dargestellt.